# Traité de Durham (1139)
Pour les articles homonymes, voir Traité de Durham.
Le second traité de Durham est un accord de paix conclu, durant l'Anarchie entre les rois Étienne d'Angleterre et David Ier d'Écosse, le 9 avril 1139.

## Contexte
Le 22 août 1138, l'armée écossaise sous le commandement de David Ier est balayée à la bataille de l'Étendard alors que les Écossais essayent d'agrandir leur royaume aux dépens de l'Angleterre. 
Un processus de paix débute, mais s'étire en longueur, alors qu'une trêve commençant le 11 novembre 1138 est conclue entre Alberic, l'évêque d'Ostie et le roi d'Écosse. À la Noël, Étienne envoie sa femme Mathilde de Boulogne, nièce de David Ier, reprendre les négociations.

## Concessions faites au roi d'Écosse
Étienne décide de faire des concessions au roi d'Écosse. Il cède à ses revendications, et crée pour son fils Henry un comté de Northumbrie, tout en lui redonnant le comté de Huntingdon qu'il possédait lors de l'invasion écossaise. C'est une revendication que David Ier avait déjà formulée lors des négociations du traité de Durham de 1136, mais qui avait été rejetée, et qui avait conduit à son invasion de l'Angleterre quelques mois plus tôt.
Le territoire comprend le Northumberland, sans les villes stratégiques de Bamburgh et Newcastle, possessions de l'évêque de Durham, que le roi conserve, et sans l'enclave de l'Hexhamshire. Henry conserve aussi la ville de Doncaster. Les barons du comté qui le veulent peuvent faire hommage au nouveau comte, mais le roi anglais conserve leur loyauté. David Ier conserve Carlisle et le Cumberland.
Le traité est ratifié à Durham le 9 avril 1139 devant une assemblée de barons anglais et écossais. Henry accompagne la reine rencontrer Étienne à Nottingham, et là il épouse formellement Ada, la fille adolescente de Guillaume II de Warenne, comte de Surrey.